# 張世哲
張 世哲（チャン・セチョル、朝鮮語: 장세철 ）は、朝鮮民主主義人民共和国の政治家。平安北道人民委員会委員長、最高人民会議法制委員会委員。

## 経歴
出生地や生年月日、2019年までの経歴は不明。2019年8月に平安北道人民委員会委員長に任命され、8月29日に開催された最高人民会議第14期第2回会議で最高人民会議法制委員会委員に補選された。この時に張の肩書は平安北道人民委員会委員長の張世哲代議員と呼ばれているため代議員にも補選されている。

## 参考サイト
- 북한정보포털

| 先代鄭京日 | 平安北道人民委員会委員長2019年 - | 次代現職 |